# 张德贵 (1914年)
张德贵（1914年—1987年），男，四川巴中人，中华人民共和国军事人物，中国人民解放军少将，曾任内蒙古军区副政治委员。